# حسن علیف
حسن علیف Həsən Əliyev} (زاده ۱۴ نوامبر ۱۹۸۹) کشتی گیر مرد کشور آذربایجان است
او توانست در قهرمانی کشتی جهان ۲۰۱۰ مدال طلا و در مسابقات قهرمانی کشتی جهان ۲۰۱۶ مدال برنز را کسب کند. او هم چنین توانست در مسابقات قهرمانی کشتی اروپا ۲۰۱۰ مدال طلا را کسب کند.